# Dasychira ooidophera
Dasychira ooidophera är en fjärilsart som beskrevs av Collenette 1960. Dasychira ooidophera ingår i släktet Dasychira och familjen tofsspinnare. Inga underarter finns listade i Catalogue of Life.